# Дэвы (народ)
Дэвы — мифический народ Шри-Ланки, известный по письменным памятникам эпического санскрита.
По данным текстов Махавамса и Рамаяна они жили среди нагов, яккхов и ракшасов. Они вытеснили своих древних врагов ракшасов из Ланки с помощью бога Вишну. Впоследствии они были завоёваны царём ракшасов Раваной. После них яккхи остались жить в горах и удалённых густых лесах, но потом к ним пришёл Будда Гаутама, который привёл их к буддизму.
По данным Махавамса, Будда Гаутама встречался с дэвами города Махиянгана. Будда дал
Сумана Саману (лидеру дэвов) несколько волосков со своей головы, которые были помещены в золотую урну, находящуюся в сапфировой ступе. Буддийский монах Сарабху утверждал, что в ступе хранится пепел Будды. Эта ступа называется теперь «Ступа Махиянгана» и находится в музее города Анурадхапура.
Сумана Саман был лидером дэвов, которые пришли из центральных горных районов Шри-Ланки. Некоторые буддисты острова поклоняются ему как божеству Он считается хранителем пика Адама.